# Almacén automático

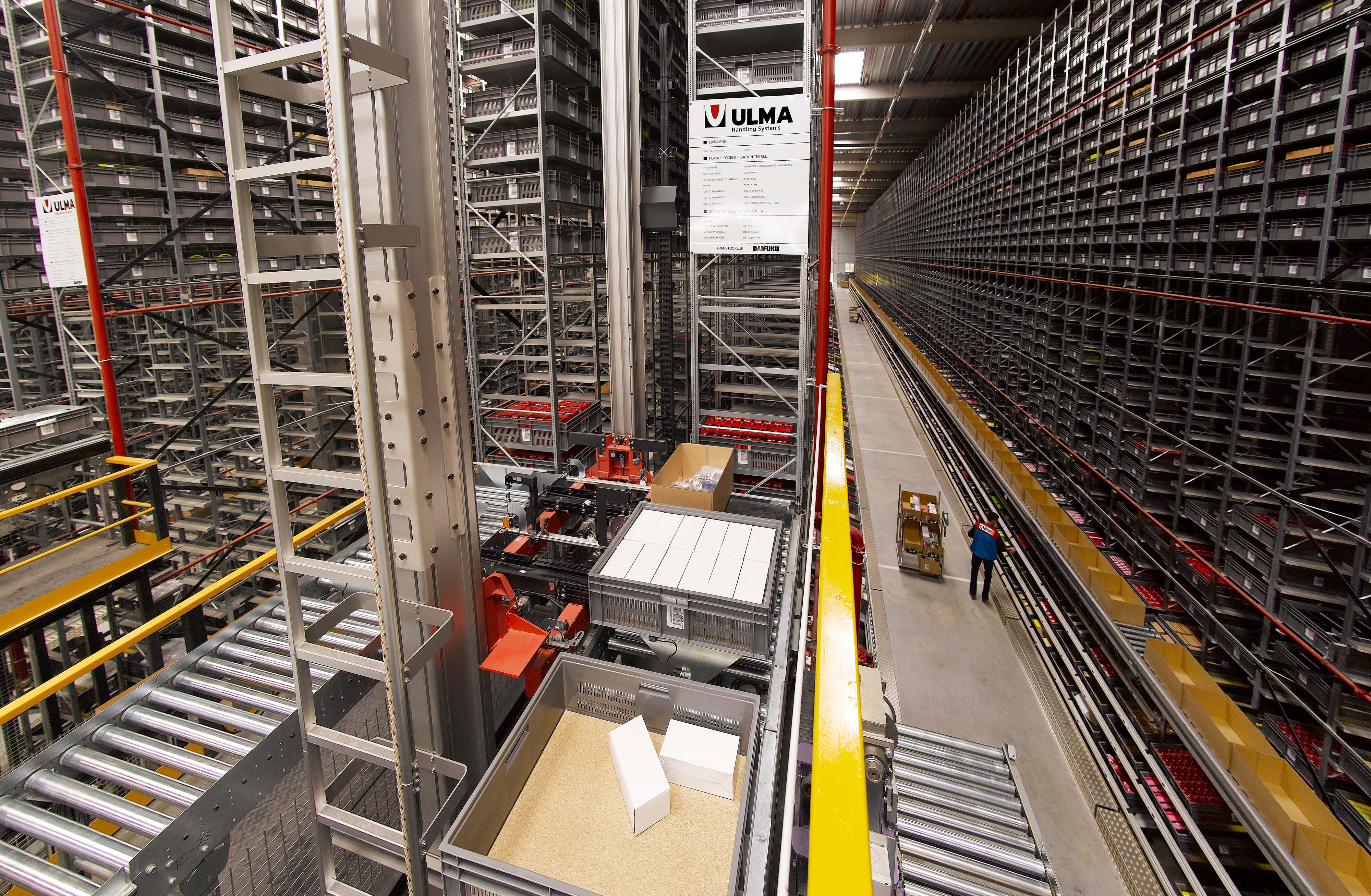
Almacén Automático Mini Load de ULMA para cajas

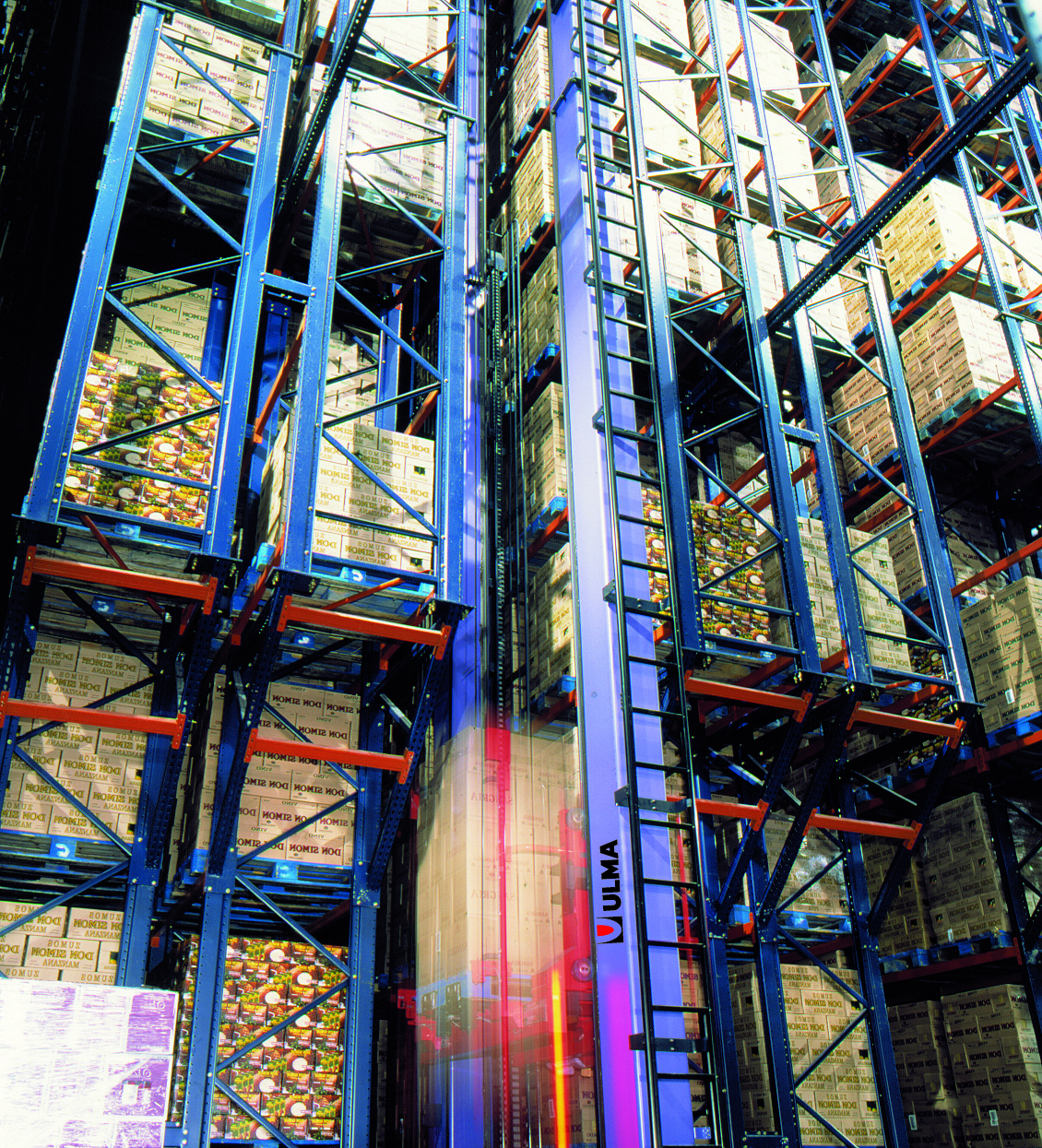
Almacén Automático Unit Load para pallets

Un almacén automático o almacén automatizado consiste en automatizar todas o la mayoría de las tareas que se realizan dentro de un almacén, el cual, es un espacio físico para el almacenaje  de los bienes dentro de la cadena de suministro.
Es un sistema de almacenamiento especialmente diseño para soluciones logísticas que permiten incrementar al máximo los ratios de productividad, reducir el espacio necesario y el número de movimientos.
Dicho almacenamiento puede adaptarse a diferentes entornos, según el sector y actividad del almacén pudiendo adaptar las instalaciones a, por ejemplo, entornos de frío y/o congelado. 
Bajo un estricto punto de vista, tan sólo se podría considerar un almacén automático aquel en el que los productos no son manipulados por ninguna persona desde el muelle de entrada al muelle de salida. Esta definición hoy por hoy nos abocaría a poder considerar almacenes automáticos sólo a los almacenes pulmón, es decir, a aquellos almacenes donde las referencias entran y salen en la misma unidad de embalaje, sin operación alguna de picking sobre las referencias, es decir aquellos almacenes donde no hay un proceso de ruptura del embalaje para las referencias orientado a la extracción de parte de la cantidad de una referencia almacenada en una posición en concreto. Es por ello que también se acepta esta denominación para aquellos almacenes donde el proceso de estiba y extracción está realizado por maquinaria automatizada.

## Tipo de almacenamiento automático
En función de las características de cada almacén, el almacenamiento automático puede estar compuesto por:
- Transelevador: los transelevadores están diseñados para el almacenamiento automático de productos de todo tipo de tamaño y peso. Los transelevadores que trabajan con pallets o paletas son conocidos como Unit Load y los transelevadores que trabajan con bultos más pequeños, como cajas y bandejas son más conocidos como Mini Load.
- Carrusel horizontal: Sistemas de almacenamiento rotativos horizontales, los cuales, presentan al operario la mercancía almacenada. Los carruseles horizontales permiten optimizar el espacio requerido y preparar más de un pedido simultáneamente.
- Carrusel vertical: Sistemas de almacenamiento rotativos verticales. Los carruseles presentan la mercancía almacenada al operario. Además, permite optimizar el espacio requerido haciendo uso de toda la altura disponible en el almacén.
- Almacén Automático Vertical: El almacén automático vertical, también conocido como Shuttle vertical o armario vertical, traslada los productos directamente al operario, pero en este caso, mediante un transelevador central interno.

## Automatización
El sistema informático del almacén (sea una fábrica o de un centro logístico) posee un software que controla todos los movimientos de palés o mercancías que se realizan en el centro,  teniendo en cuenta movimientos que se realicen entre distintos almacenes del centro, mercancías que han de enviarse a la sección de expediciones, mercancías hacía los departamentos de picking, entradas de mercancías que han de ser almacenadas, suministro de materiales a las cadenas de montaje, retirada de productos terminados de las cadenas con destino a almacenaje, etc y éste calcula qué movimientos son más prioritarios y da las órdenes a todos los manipuladores (incluidos los transelevadores) que existen en el almacén para que cada mercancía llegue a su destino.
Todos los palés o unidades de almacenaje llevan incorporada una pegatina con un código de barras (u otro sistema) y a través de lectores,  el sistema tiene identificados todos los palés del centro, las existencias y sabe en qué posición de la estantería se encuentra cada uno,  pudiendo garantizar una perfecta trazabilidad de todas las mercancías o incluso a la hora de hacer expediciones sacar los productos con la fecha de caducidad más atrasada.

## Ventajas de los almacenes automáticos
- Precisión y exactitud: la automatización reduce significativamente los errores humanos, garantizando la precisión en cada paso del proceso. Desde el almacenamiento hasta la distribución, cada movimiento se ejecuta con exactitud milimétrica.
- Incremento de la eficiencia: la velocidad y la capacidad de manejar grandes volúmenes de productos se elevan exponencialmente. Esto no solo agiliza las operaciones, sino que también permite adaptarse rápidamente a las demandas del mercado.
- Reducción de costes: si bien la inversión inicial puede ser significativa, a largo plazo la automatización permite a las empresas ahorrar en costes laborales, minimiza pérdidas por errores y optimiza el uso de espacios, dando como resultado una notable reducción de gastos.
- Análisis de datos precisos: la tecnología de almacenes automatizados proporciona datos detallados en tiempo real. Esto no solo facilita la toma de decisiones, sino que también permite identificar áreas de mejora de manera más precisa.
- Seguridad mejorada: la automatización conlleva sistemas de seguridad avanzados que protegen tanto los productos como a los trabajadores, garantizando un entorno laboral más seguro.[5]